# 1942 Яблунька
1942 Яблунька (1942 Jablunka) — астероїд головного поясу, відкритий 30 вересня 1972 року чехословацьким астрономом Любошем Когоутеком. Названо на честь чеського села Яблунька (Jablůnka). 
Тіссеранів параметр щодо Юпітера — 3,439.